# لیز سولاری
لیز سولاری (به انگلیسی: Liz Solari) (زاده ۱۸ ژوئن ۱۹۸۳ ) بازیگر آرژانتینی است.
او خواهر سانتیاگو سولاری است.
از فیلم‌ها یا مجموعه‌های تلویزیونی که وی در آن‌ها نقش داشته است می‌توان به فیزیک یا شیمی، آخرین پروسکو و بازیکن دوازدهم اشاره نمود.

## نگارخانه

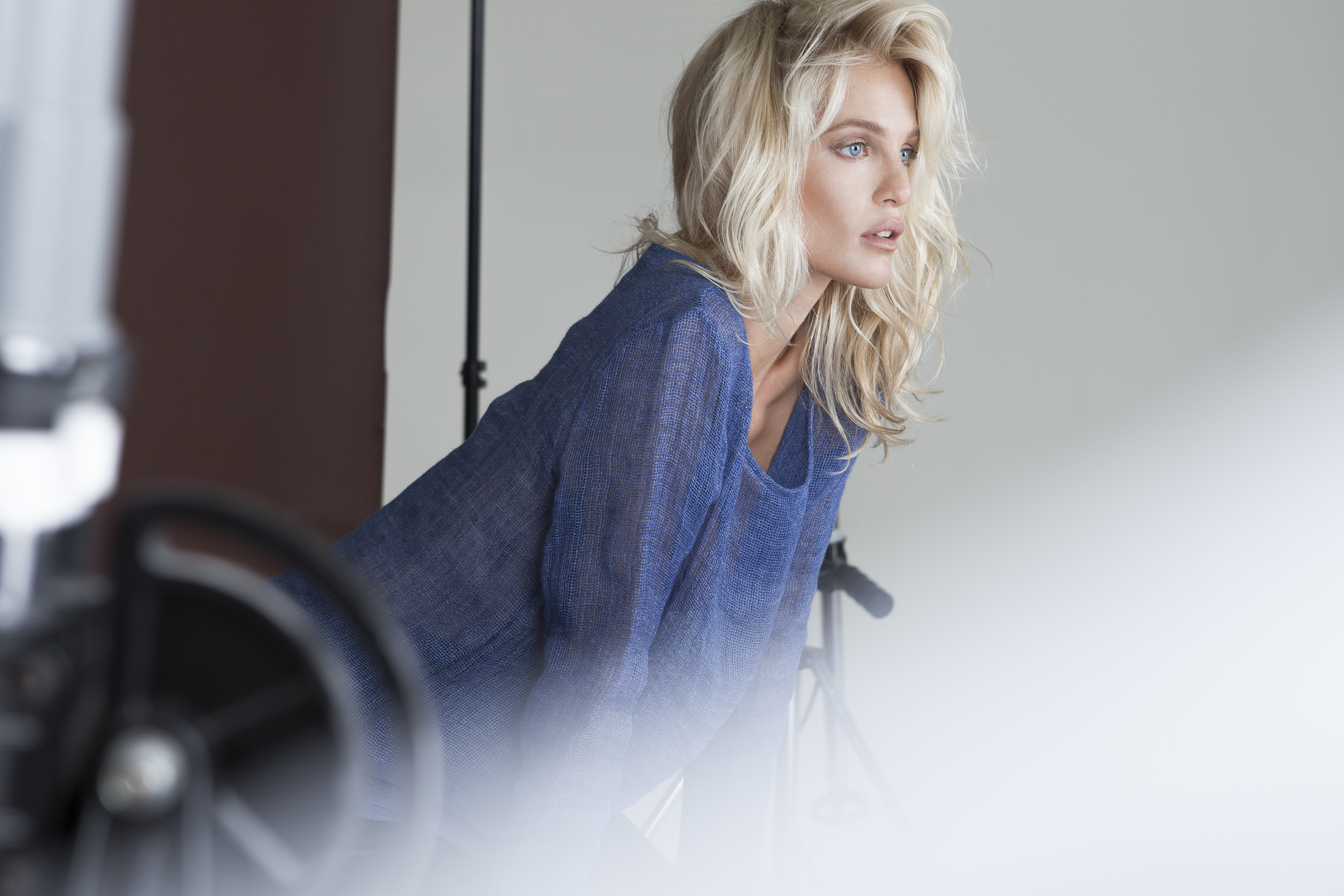
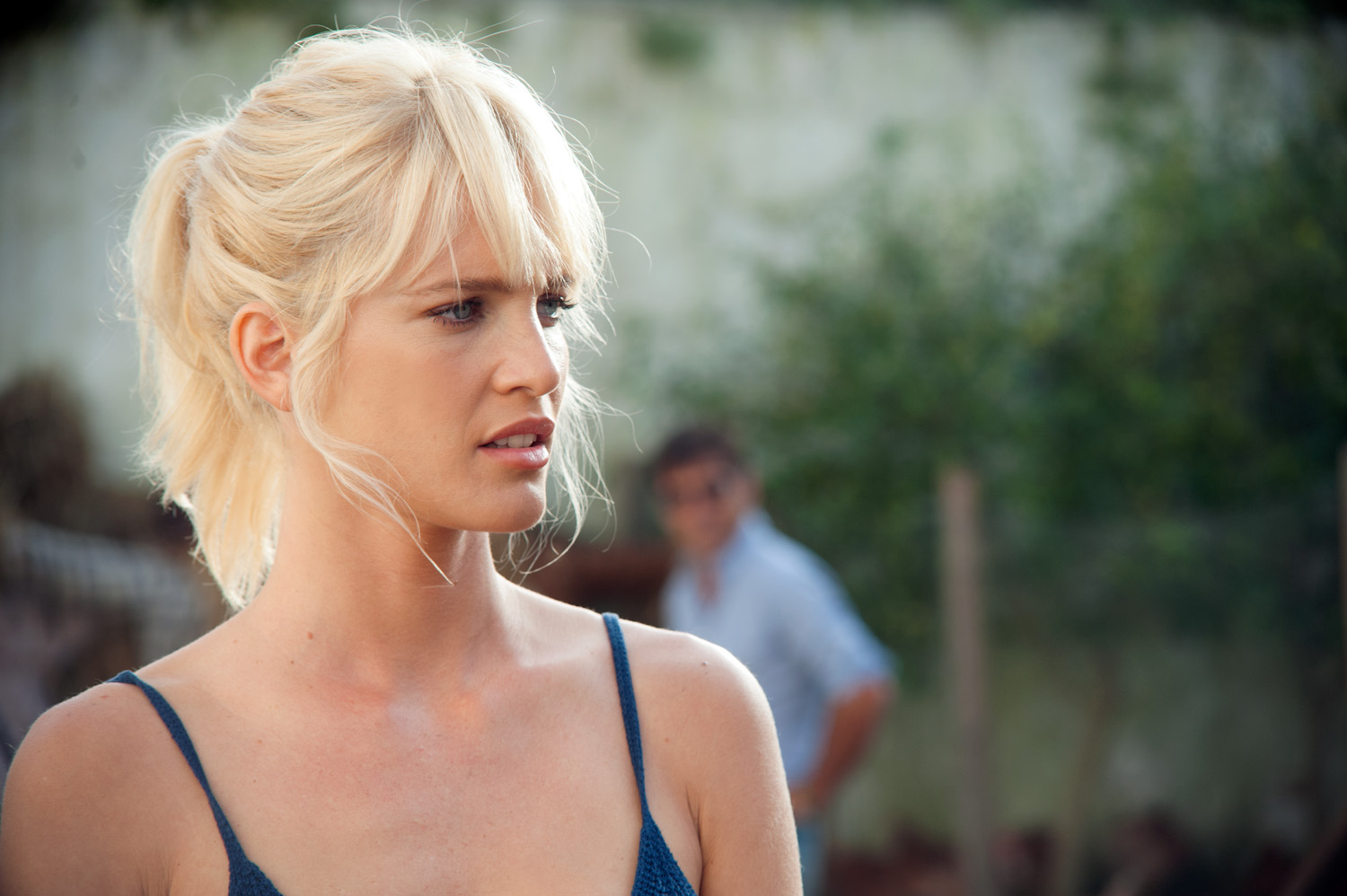
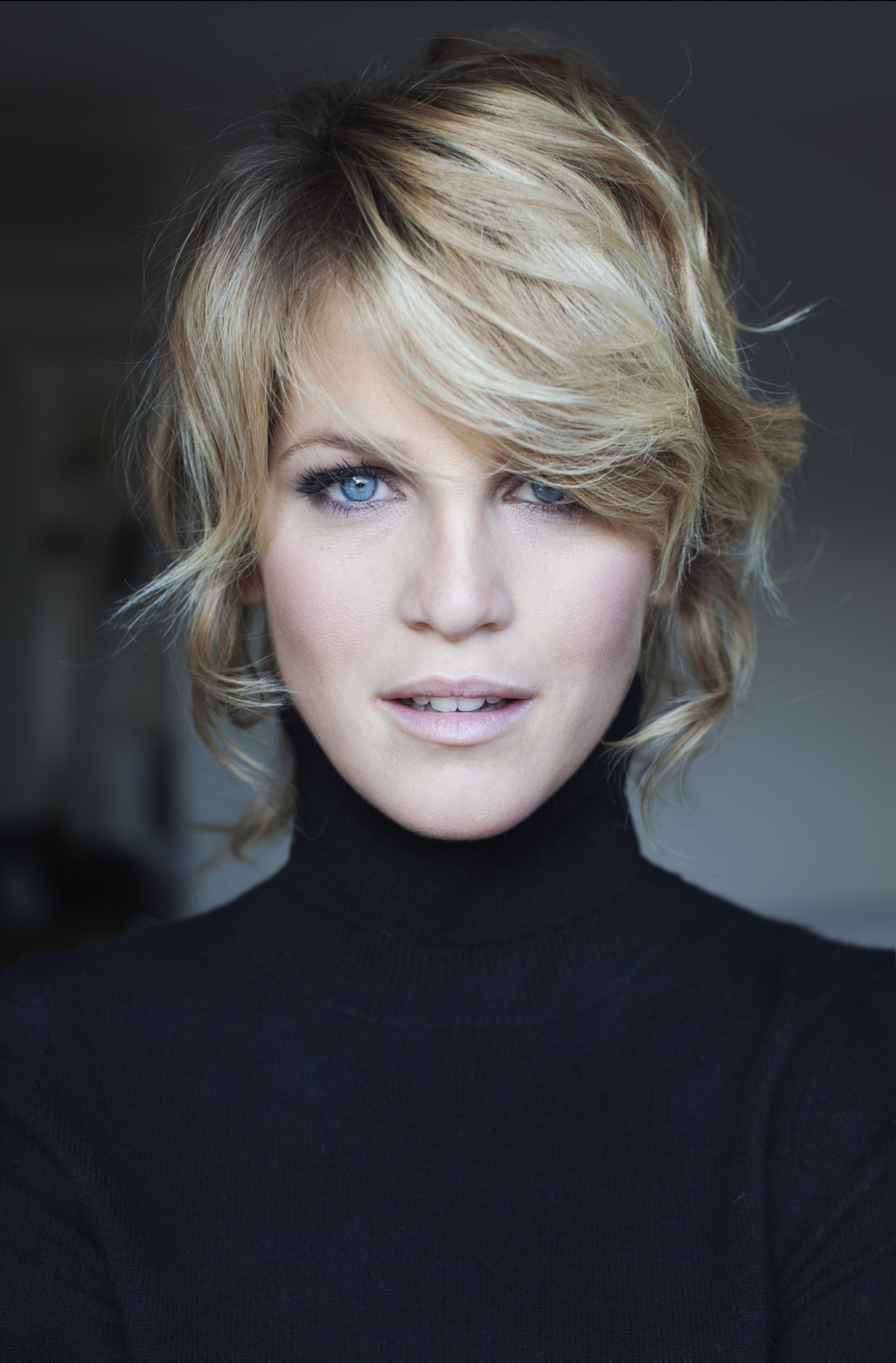
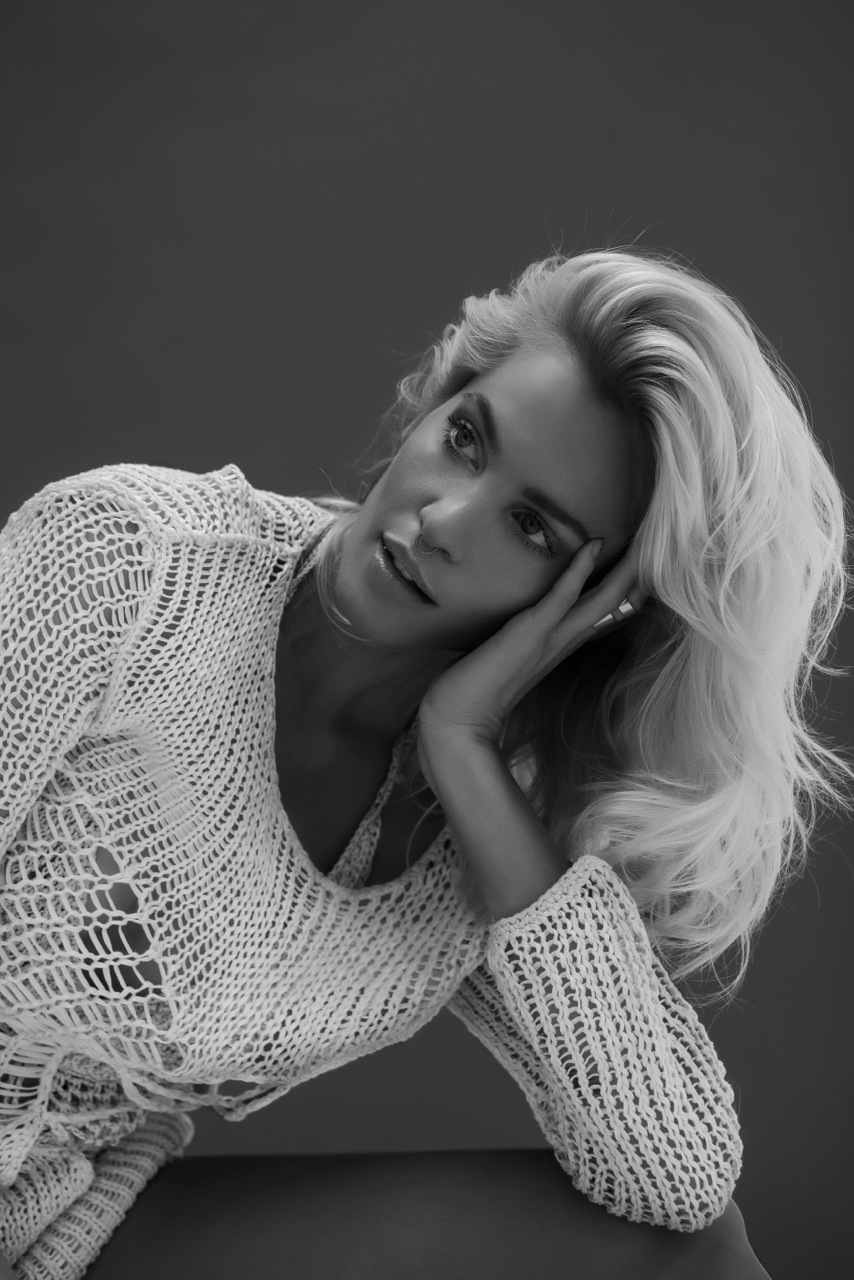